# 新二瀬駅

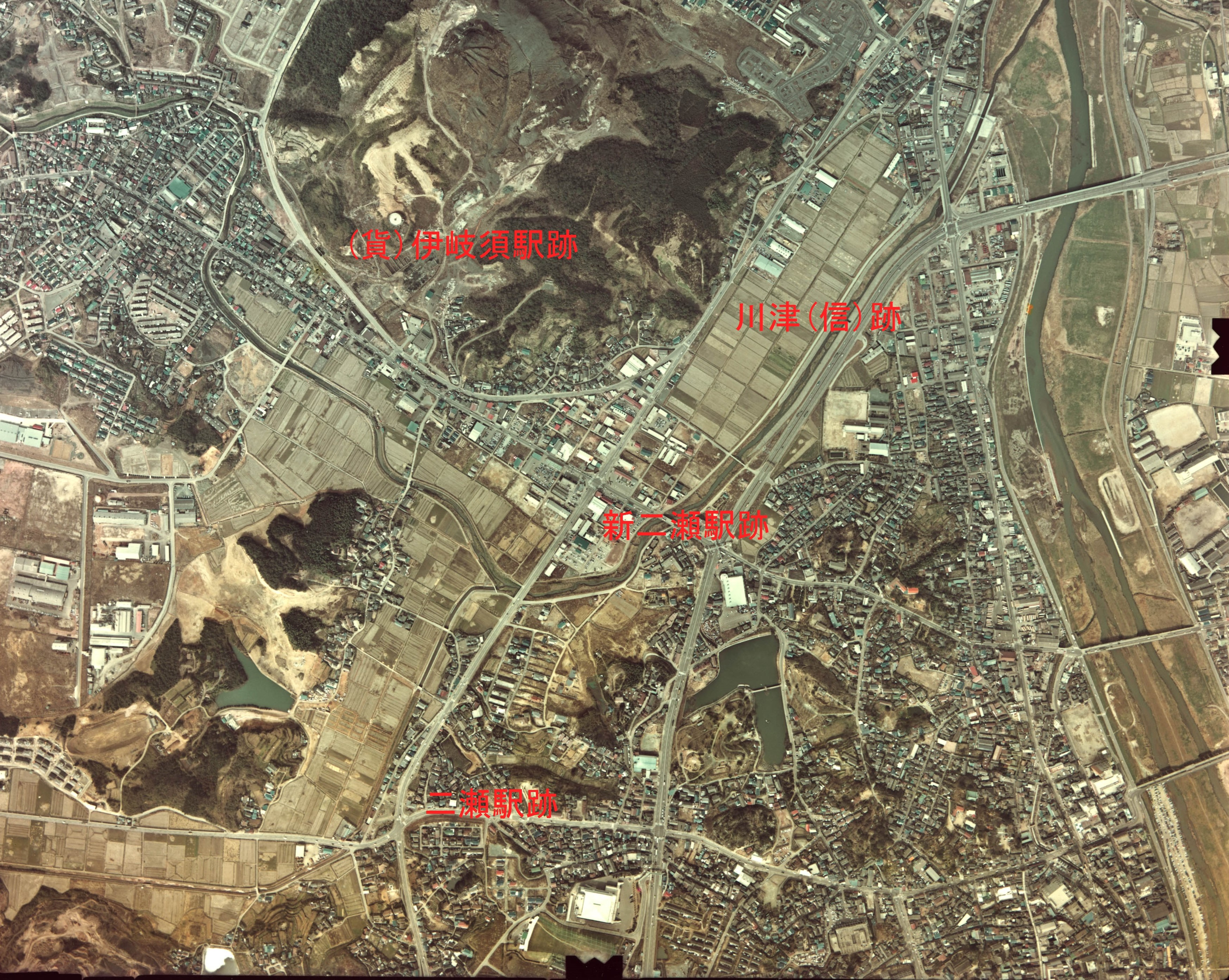
1974年の二瀬駅 - 川津信号場にかけての廃線跡。テキスト挿入の左側が駅跡地擬定地。廃止されてから5年しか経っていないが、廃線跡はほぼ全てが道路に転用されている。

新二瀬駅（しんふたせえき）は、かつて福岡県飯塚市大字川津にあった日本国有鉄道（国鉄）幸袋線の駅（廃駅）である。1969年（昭和44年）12月8日、幸袋線の廃止に伴い廃駅となった。

## 歴史
- 1959年（昭和34年）12月1日：幸袋線幸袋 - 二瀬間の駅として開業[1]。気動車の旅客のみを取り扱う駅員無配置駅[2]。
- 1969年（昭和44年）12月8日：幸袋線小竹 - 二瀬間の運輸営業廃止に伴い、廃止[3]。

## 駅周辺
駅のすぐ北側で国道201号と交差しており、跡地には農協関連施設が建っている。
- 福岡嘉穂農業協同組合（JAふくおか嘉穂）
  - 飯塚支所
  - 嘉穂ローンセンター
  - 飯塚給油所
- 西鉄バス筑豊「飯塚農協」バス停

## 隣の駅
日本国有鉄道
幸袋線
幸袋駅 - （川津信号場） - 新二瀬駅 - 二瀬駅